# Sousedovice
Sousedovice é uma comuna checa localizada na região da Boêmia do Sul, distrito de Strakonice.